# Bamba Anderson
Anderson Soares de Oliveira, genannt „Bamba“  Anderson (* 10. Januar 1988 in São Gonçalo), ist ein ehemaliger brasilianischer Fußballspieler, der zuletzt bei Eintracht Frankfurt unter Vertrag stand.

## Karriere
Bamba Anderson stammt aus einer Mittelstandsfamilie aus São Gonçalo bei Rio de Janeiro und spielte in Brasilien für den FC Tombense und Flamengo Rio de Janeiro.

### Leihe nach Osnabrück
Im Sommer 2008 wurde Anderson von einem Scout von Bayer 04 Leverkusen entdeckt. Als ein geplanter Wechsel zu Real Sociedad San Sebastián scheiterte, sicherte sich Leverkusen daraufhin zwar eine Kaufoption für den jungen Verteidiger, der aber zunächst von Tombense an den VfL Osnabrück verliehen wurde. Am 22. August 2008 gab er dort sein Zweitliga-Debüt, als er gegen den SC Freiburg in der Startelf stand.

### Tombense
Am Ende der Saison kehrte Bamba Anderson nach Brasilien zu seinem Stammverein Tombense zurück.

### Fortuna Düsseldorf
In der Saison 2009/10 kam Bamba Anderson wieder nach Deutschland und unterschrieb beim Zweitligisten Fortuna Düsseldorf einen weiteren „Leihvertrag“. Dort wurde er vom Kicker Sportmagazin in der Rückrunde zum besten Innenverteidiger der Liga gewählt, nachdem er in der Hinrunde in dieser Rangliste bereits den dritten Rang belegt hatte.

### Borussia Mönchengladbach
Zur Saison 2010/11 schloss sich Bamba Anderson Borussia Mönchengladbach an, wo er einen Vierjahresvertrag bis 2014 bekam. Die Ablösesumme, die Mönchengladbach dem FC Tombense überwies, lag bei rund 1,5 Millionen Euro. Ende Juli 2011 wurde Anderson für ein Jahr auf Leihbasis von Eintracht Frankfurt verpflichtet. Zur Saison 2012/13 kehrte Anderson zunächst nach Mönchengladbach zurück.

### Endgültiger Wechsel nach Frankfurt
Am 2. August 2012 wechselte der Innenverteidiger dann endgültig zur Eintracht, bei der er einen Dreijahresvertrag mit einer Laufzeit bis zum 30. Juni 2015 erhielt, der im Januar 2015 um weitere drei Jahre verlängert wurde. Nachdem er nach einer Knieoperation 2015 nicht mehr zum Einsatz gekommen war, löste er den Vertrag Ende April 2017 auf.

## Privates
Anderson ist verheiratet und Vater einer Tochter und eines Sohnes.